# عقد 380
عقد 380 هو عقد امتد بين 1 يناير 380 و31 ديسمبر 389 بحسب التقويم الميلادي. سبقه عقد 370 ولحقه عقد 390.

## أحداث
- معركة نهر فاي (383)
- مجمع القسطنطينية الأول (381)

## مواليد
- سمعان العمودي (389)
- القديس باتريك (385)
- هونوريوس (384)
- نسطور (381)
- غالا بلاسيديا (388)
- جنسريق (389)

## وفيات
- ماغنوس مكسيموس (388)
- ثامسطيوس (388)
- مونيكا (387)
- داماسوس الأول (384)
- سابور الثالث (388)
- تيموثاوس الأول (384)
- بطرس الثاني (380)
- غريغوريوس النزينزي (389)
- جراتيان (383)
- أردشير الثاني (383)

## كتب
- Yves Denis Papin (1998). Chronologie de l'histoire ancienne. Lieu de publication non identifié: Éditions Jean-paul Gisserot. ISBN:2-87747-346-5. OCLC:40746926. مؤرشف من الأصل في 2022-03-16.
- موسوعة حضارة العالم (2002) لأحمد محمد عوف.

## روابط خارجية
- تصفح سنة بسنة عقد 380 على موقع onthisday.com
- تصفح سنة بسنة عقد 380 ابتداءً من سنة عقد 380 على موقع المكتبة الوطنية الفرنسية